# Rött kort

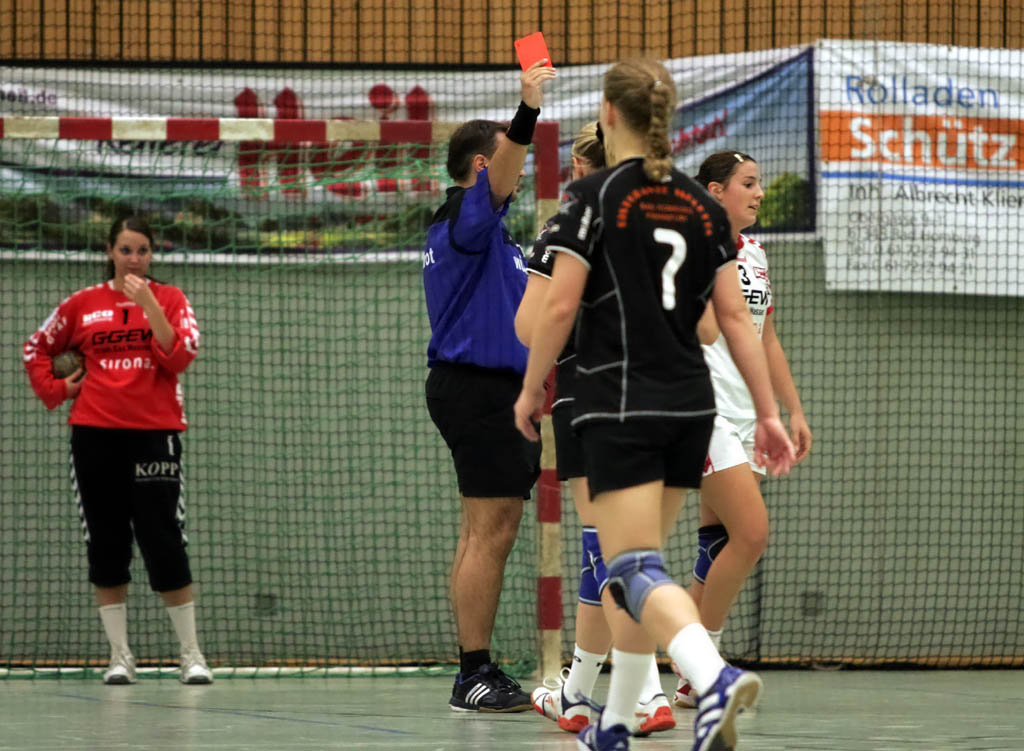
Domaren visar det röda kortet i handboll.

Rött kort används av domaren i många sporter för att på ett enkelt sätt visa för spelare och publik att en spelare har brutit mot reglerna på ett sätt som medför en bestraffning. Olika färger betyder olika typer av straff och betydelsen är också olika från sport till sport beroende på sportens regler och behov av den typen av signaler.
Rött kort är ett markeringskort som används av domare inom vissa sporter. Betydelsen av det röda kortet varierar mellan sporterna. Inom till exempel bandy, handboll och fotboll visas det röda kortet när en spelare, tränare eller annan lagmedlem utvisas för resten av matchen, vilket i bandy kallas matchstraff. I volleyboll visas det röda kortet när en spelare eller tränare visas ut för resten av setet. I fäktning markerar det röda kortet straffstöt och ett svart kort används vid utvisning. 
Rött kort (utvisning) inom fotbollen innebär att spelaren måste lämna planen och inte får spela mer. En manager eller tränare kan också få rött kort, då måste denne gå upp på läktaren och får inte leda eller coacha laget.

## Historia
Det röda kort som används inom fotboll utvecklades av den brittiske fotbollsdomaren Ken Aston i samband med VM 1970 i Mexiko.
Den första spelaren som utvisades genom rött kort i en mästerskapsmatch var chilenske Carlos Caszely den 14 juni 1974 i VM 1974 under matchen Västtyskland-Chile.
Första spelaren att utvisas i en engelsk ligamatch var Blackburn Rovers FCs Dave Wagstaffe den 2 oktober 1976 under en match mot Leyton Orient FC. Rött kort avskaffades 1980 men återinfördes i januari 1987 till höstsäsongen. Vid ligastarten i Football League First Division den 15 augusti fick Luton Town FCs Mick Harford under matchen mot Derby County FC det första röda kortet.
Första spelaren att utvisas i en tysk bundesligamatch var Eintracht Frankfurts Friedel Lutz den 3 april 1971 under en match mot Eintracht Braunschweig. Rött kort infördes på försök i december 1970 vid en regional turnering i Berlin och infördes 12 januari 1971.